# La Reine Margot (film, 1994)
Pour les articles homonymes, voir La Reine Margot (homonymie).
Pour plus de détails, voir Fiche technique et Distribution.
La Reine Margot est un film français coécrit et réalisé par Patrice Chéreau, sorti en 1994.
Il s'agit de l'adaptation du célèbre roman La Reine Margot d'Alexandre Dumas père, qui raconte la vie de Marguerite de Valois, dite « Margot », incarnée par Isabelle Adjani, de ses noces avec Henri de Navarre, futur Henri IV, qu'interprète Daniel Auteuil, en passant par le massacre de la Saint-Barthélemy. Jean-Hugues Anglade, Vincent Perez, Virna Lisi, Dominique Blanc, Pascal Greggory et Jean-Claude Brialy complètent la distribution.
Faramineuse coproduction européenne au budget de 140 millions de francs, le film est tourné entre la France et le Portugal sur plus de six mois en 1993. Malgré une critique mitigée qui lui reproche son emphase et sa théâtralité, il parvient à rassembler plus de deux millions de spectateurs dans les salles françaises durant l'année 1994, constituant ainsi le succès public le plus important de son réalisateur.
Au festival de Cannes 1994, le film remporte le Prix du Jury et l'actrice Virna Lisi se voit décerner le prix d'interprétation féminine pour son rôle de Catherine de Médicis. Nommé douze fois lors de la 20e cérémonie des César du cinéma, La Reine Margot reçoit cinq Césars, dont celui de la meilleure actrice pour Isabelle Adjani. Ce film d'époque est nommé à l'Oscar des meilleurs costumes en 1995.

## Synopsis
La vie à la Cour et à Paris, entre les « Noces vermeilles » et le massacre de la Saint-Barthélemy.
Août 1572. Paris est en ébullition. Le protestant Henri de Navarre, futur Henri IV (Daniel Auteuil), s'apprête à épouser Marguerite de Valois (Isabelle Adjani), dite Margot. Catholique, fille de France, elle est surtout la fille de Catherine de Médicis (Virna Lisi) et la sœur de l'instable roi Charles IX (Jean-Hugues Anglade) et des ambitieux princes Henri (Pascal Greggory) et François (Julien Rassam). Les deux époux ne s'aiment pas. Il s'agit d'un mariage politique, orchestré par Catherine de Médicis, destiné à ménager sur le plan diplomatique les susceptibilités du pape Grégoire XIII et de l'Espagne d'une part, des États protestants d'autre part, et surtout à apaiser les haines et les rivalités à l'intérieur du royaume entre le parti catholique du duc Henri de Guise (Miguel Bosé) et la faction protestante menée par l'Amiral Gaspard de Coligny (Jean-Claude Brialy). La peur, l'hostilité et la violence se ressentent jusque dans Notre-Dame, où le mariage est célébré. Les frères de Margot affichent une morgue sans retenue et ne cachent pas les relations ambiguës qu'ils entretiennent avec leur sœur. Margot est une princesse arrogante et volage. La reine Catherine ourdit un complot le jour même des noces de sa fille.
Chacune des parties cherche à en découdre et la maladresse de la Reine mère, couplée avec les ambitions contraires des divers protagonistes, sans oublier la faiblesse du roi et le goût du pouvoir des princes, fera basculer le pays tout entier dans un terrible massacre, six jours seulement après le mariage. Ce sont ces sombres heures qui feront découvrir à Margot des notions qu'elle ignorait jusqu'alors : l'altruisme, l'amitié et l'amour.

## Fiche technique
- Titre original : La Reine Margot
- Réalisation : Patrice Chéreau, assisté de Jérôme Enrico et d'Emmanuel Hamon
- Scénario : Danièle Thompson[1] et Patrice Chéreau d'après le roman d'Alexandre Dumas
- Photographie : Philippe Rousselot
- Montage : François Gédigier et Hélène Viard
- Musique : Goran Bregovic (bande originale publiée sur CD Philips 522 655-2, 1994[2])
- Décors : Olivier Radot et Richard Peduzzi
- Costumes : Moidele Bickel
- Son : Dominique Hennequin et Guillaume Sciama
- Production déléguée : Claude Berri
- Production exécutive : Pierre Grunstein
- Sociétés de production : D.A. Films, Renn Productions et France 2 Cinéma (France) ; NEF Filmproduktion GmbH, ARD/Degeto Film GMBH et RCS Films-TV (Allemagne)
- Société de distribution : AMLF
- Pays de production :  France,  Allemagne,  Italie
- Langue originale : français
- Format : couleur — 35 mm — 1,85:1 (Panavision) —  son Dolby
- Genre : drame historique
- Durée : 159 minutes
- Dates de sortie :
  - France : 13 mai 1994 (sortie nationale) ; 23 octobre 2013 (ressortie)[3]
  - Suisse romande : 13 mai 1994
  - Québec : 17 juin 1994
- Classification : interdit aux moins de 12 ans, réévalué à un public averti lors de sa sortie en salles (France)

## Distribution
- Isabelle Adjani : Marguerite de Valois dite « la reine Margot »
- Daniel Auteuil : Henri de Navarre
- Jean-Hugues Anglade : Charles IX
- Vincent Perez : La Môle
- Virna Lisi : Catherine de Médicis
- Dominique Blanc : Henriette de Nevers
- Pascal Greggory : Henri, duc d'Anjou
- Claudio Amendola (voix française : Richard Bohringer[4]) : Annibal de Coconas
- Miguel Bosé : duc Henri de Guise
- Asia Argento : Charlotte de Sauve[Note 1]
- Julien Rassam : François, duc d’Alençon
- Thomas Kretschmann : Nançay
- Jean-Claude Brialy : l'Amiral Gaspard de Coligny
- Jean-Philippe Écoffey : Condé

- Bruno Todeschini : Armagnac[Note 2]
- Emmanuel Salinger : Du Bartas[Note 3]
- Laure Marsac : Antoinette
- Michelle Marquais : la nourrice protestante de Charles IX
- Bernard Verley : le Cardinal de Bourbon
- Albano Guaetta : Orthon, le jeune page
- Johan Leysen : Maurevel (nom du personnage chez Dumas et dans le film, inspiré du Maurevert historique)
- Dörte Lyssewski : Marie Touchet
- Marc Citti : Crussol
- Grégoire Colin : le jeune protestant égorgé par Coconas
- Nicolas Vaude : un protestant
- Daniel Breton : un voleur
- Cécile Caillaud : la servante d'Henriette de Nevers
- Jean Douchet : le pasteur
- Philippe Duclos : Teligny
- Barbet Schroeder : un conseiller
- Alexis Nitzer : un conseiller
- Erwan Dujardin : un page
- Valeria Bruni Tedeschi : une jeune femme de l'Escadron volant
- Hélène de Fougerolles : une jeune femme de l'Escadron volant
- Mélanie Vaudaine : une jeune femme de l'Escadron volant
- Marina Golovine : une suivante
- Sabine Lenoël : une suivante
- Julie-Anne Roth : la fille de cuisine égorgée
- Tolsty[5],[6] : le bourreau
- Guy Duval : un évêque
- Ulrich Wildgruber : René Bianchi
- Carlos López : un serviteur
- Alexis Nitzer : un conseiller
- Otto Tausig : Mendès, l'usurier
- Jean-Marc Stehlé : l'aubergiste
- Charlie Nelson : l'aide du bourreau
- Orazio Massaro : un gentilhomme
- Bernard Nissile : un protestant
- Laurent Arnal : un protestant
- Marian Blicharz : un ambassadeur polonais
- Zygmunt Kargol : un ambassadeur polonais
- Gérard Berlioz
- Christophe Bernard
- Pierre Brilloit
- Béatrice Toussaint

## Production et réalisation

### Développement
Le film est une coproduction européenne qui engage la France, l'Italie et l'Allemagne. Il est tourné entre la France et le Portugal sur plus de six mois en 1993 et nécessite un budget initial de 120 millions de francs qu'il dépasse de 20 millions (10 millions en agios — dépense de l'argent qui n'est pas encore rentré en banque — et 10 pour les imprévus généralement évalués à 10 % de l'ensemble du budget prévisionnel). Pour ce projet de longue date dont Claude Berri est le producteur principal et qui manque d'être abandonné à plusieurs reprises, Patrice Chéreau sollicite Danièle Thompson avec laquelle il coécrit le scénario à partir de 1989,. Ce qui décide le réalisateur à adapter le roman, c'est le thème des guerres de religion. Durant l'écriture, plusieurs actualités (manifestations de la place Tian'anmen, Première Guerre du Golfe, guerres ethniques d'ex-Yougoslavie, etc.) viennent nourrir l'inspiration des deux auteurs. Chéreau évoque aussi comme inspiration l'horreur avec la découverte des charniers dans les camps nazis, et les références qui sous-tendent l'intrigue, comme les funérailles de Khomeini (en) qui annoncent en 1989 la montée de l'intolérance religieuse dans le monde musulman.
La distribution est éclectique et internationale. En plus de grandes stars françaises (Isabelle Adjani, Daniel Auteuil et Jean-Claude Brialy), Chéreau engage certains de ses acteurs fétiches (Jean-Hugues Anglade, Dominique Blanc et Pascal Greggory) et ses anciens élèves du Théâtre des Amandiers de Nanterre (Vincent Perez, Bruno Todeschini et Jean-Philippe Écoffey). Parmi les interprètes internationaux, on retrouve les Italiens Virna Lisi, Asia Argento et Claudio Amendola, l'Espagnol Miguel Bosé ou encore l'Allemand Thomas Kretschmann.
Réalisateur de quatre films précédemment, Chéreau déclare : « C’est avec La Reine Margot que j’ai appris à faire du cinéma ».
D'une ambition esthétique manifeste, l'œuvre est jugée par son auteur plus « élisabéthaine » que « shakespearienne » et proche de Christopher Marlowe pour l'idée d'une violence sourde, prête à jaillir à chaque instant. Chéreau avait d'ailleurs mis en scène, en 1972 au TNP de Villeurbanne, Massacre à Paris de Marlowe, consacré à la nuit de la Saint-Barthélémy.
Si le film puise autant son inspiration dans le théâtre et la littérature que la peinture (Francisco de Goya, Théodore Géricault, Eugène Delacroix, Francis Bacon), il cherche également à s'inscrire dans la lignée d'un cinéma d'auteur de prestige mêlant famille, pouvoir, folie, décadence, sexe et barbarie à l'instar de L'Impératrice rouge de Josef von Sternberg, Ivan le Terrible de Sergueï Eisenstein, Macbeth d'Orson Welles, Hamlet de Laurence Olivier, Les Damnés de Luchino Visconti ou encore Aguirre, la colère de Dieu de Werner Herzog,,.

« Je me suis demandé où trouver un exemple moderne de féodalité, de vassalité, ou de dépendance. J'ai pensé à la Mafia. Dès lors j'ai substitué à ces mauvaises images celle du Parrain ou des Affranchis que Scorsese a eu la bonne idée de sortir alors que nous étions en train de travailler. [...]. Et j'ai bien retenu cette phrase de Visconti quand il préparait Les Damnés : « Raconter l'histoire d'une famille monstrueuse à l'intérieur de laquelle tous les crimes restent impunis. »

— Patrice Chéreau, lors d'une interview par Serge Toubiana, dans Les Cahiers du cinéma, no 479/ 480, mai 1994, p. 17.

### Costumes
Les costumes de La Reine Margot sont conçus par Moidele Bickel, qui s'inspire de la mode italienne des années 1560 mais aussi de la mode espagnole du début du XVIIe siècle, en particulier pour les cols. Mais les costumes n'incluent délibérément pas de fraises alors qu'elles étaient à la mode en 1572. Les accessoires contiennent un anachronisme volontaire pour ce qui est des bijoux portés par la reine au moment de son mariage, qui sont des bijoux à la mode des années 1990. Selon l'historienne du vêtement Isabelle Paresys, les costumes élaborés pour le film opèrent un compromis entre la documentation historique et la mode de l'époque à laquelle est tourné le film. En matière de coiffure, le roi et ses frères portent les cheveux longs, ce qui doit plus à la mode du moment et à des stars comme Kurt Cobain (mort la même année) qu'à la réalité historique. Elle analyse ces compromis comme un moyen de limiter l'étrangeté du résultat à l'écran et de permettre au public de reconnaître aisément l'époque à laquelle se déroule l'intrigue, tout en conservant quelques repères familiers.

### Tournage
Le tournage a eu lieu du 10 mai au 3 décembre 1993.
Le mariage d'Henri et de Marguerite a été tourné dans la basilique de Saint-Quentin dans l'Aisne, les cathédrales Notre-Dame de Paris et Notre-Dame de Reims étant trop fréquentées. Certaines scènes sont tournées à Paris dans le 4e arrondissement (cathédrale Notre-Dame de Paris, parvis Notre-Dame - place Jean-Paul-II et île de la Cité).
La majeure partie du film se passe au Louvre (galeries, couloirs, chambres, sous-sols, cours, jardins…). La reconstitution des scènes n'a pas lieu en studio mais est tournée sur différents lieux en France : Bordeaux (Gironde), l'ancien collège des jésuites de Reims, la forêt de Compiègne et Senlis (Oise), le château de Maulnes à Cruzy-le-Châtel (Yonne), Rambouillet (Yvelines), Nanterre (Hauts-de-Seine) ainsi que les Studios Éclair à Épinay-sur-Seine (Seine-Saint-Denis).
D'autres scènes sont tournées au Portugal, plus précisément au Palais national de Mafra sis dans la région de Lisbonne.
La pièce d'orgue de la scène du mariage entre Henri de Navarre et Marguerite de Valois est enregistrée par Pierre Pincemaille sur l'orgue de la basilique Saint-Denis.

## Accueil

### Distribution
Le film est exploité sur deux versions : l'une française de 2 heures 40 et l'autre internationale, raccourcie de vingt minutes. En effet, les distributeurs américains de Miramax, Robert et Harvey Weinstein, exigent que l'œuvre soit légèrement remontée afin de réduire la durée et de mettre plus l'accent sur la relation entre La Môle et Margot. Une scène de serment d'amour est donc réinsérée et réjouit Isabelle Adjani qui, en pleine promotion du film aux États-Unis en décembre 1994, juge qu'elle donne à l'ensemble plus de romantisme, d'émotion et de profondeur.
À noter que le film a connu différents remontages et de multiples versions selon les supports édités par la suite et même à l'étranger en Italie par exemple. Patrice Chéreau en donne quelques détails dans les différents making of édités sur les bonus des dvd. La 1re version cinéma de 1994 projetée à Cannes et sortie en salle au même moment n'a donc jamais été éditée sur aucun support commercial ni diffusée ailleurs qu'en salle.
- "Nouvelle version" (dite version américaine) de 138 minutes (sortie en VHS) ;

- "Version inédite" de 143 minutes (sortie en DVD) ;

- Version pour la télévision en deux parties (France 2) "La main de Dieu" et "La cuiller du diable", deux fois 83 minutes ;

- Edition 2 DVD "version director's cut" de 154 minutes ;

- Edition Blu-ray "version restaurée par Pathé" de 158 minutes.

### Critiques
« Étrange sentiment, en voyant cette Reine Margot, d'un film qui aurait des veines, un pouls, des vrais battements de cœur. Sang d'amour et sang de haine, mêlés. Et ces battements de cœur seraient dictés, rythmés par la violence, toujours, qui irrigue le film de Patrice Chéreau. C'est ce sang, c'est cette inouïe violence, ce sont ces battements de cœur qui en font une vraie, une grande réussite : La Reine Margot évite les pièges d'un cinéma qu'on feuilletterait comme un livre d'images. »

— Serge Toubiana, dans Les Cahiers du cinéma, no 479/ 480, mai 1994, p. 9.
La Reine Margot reçoit un accueil critique mitigé lors de sa sortie qui coïncide avec sa présentation au 47e Festival de Cannes, certains lui reprochant son emphase et sa théâtralité,. Il reste néanmoins le succès public le plus important de Chéreau et rassemble plus de deux millions de spectateurs en salles, Le film fait par ailleurs écho à la tragique actualité du génocide au Rwanda, débuté quelques jours plus tôt.
À propos de la critique, le réalisateur déclare : 

« On peut ne pas aimer La Reine Margot, mais il y a un cinéaste dans ce film, il y a de vrais, de longs moments de cinéma, je le sais. Je n’ai peut-être pas réussi à faire un film complet qui serait un événement de cinéma total. Un jour ou l’autre, on finira bien par me considérer comme un metteur en scène qui fait les deux. Ça ne se fait plus, alors que tous les exemples que j’ai, comme Welles ou Visconti, Bergman ou Kazan auxquels je ne me compare pas, ont fait les deux. Le cinéma mène un mauvais débat avec le théâtre : il est obsédé par l’idée de ne surtout pas être théâtral, alors qu’il y a de très grands films très théâtraux et que le cinéma est né du théâtre. Je revendique cette filiation et je revendiquerai toujours le passage de l’un à l’autre. Je ne ressens pas un manque de reconnaissance, pas depuis La Reine Margot en tout cas. »

Le succès du film vaut par la suite à Chéreau des propositions de la part d'Hollywood qu'il décline, préférant travailler en France.

## Distinctions

### Récompenses
- Festival de Cannes 1994 :
  - Prix du Jury

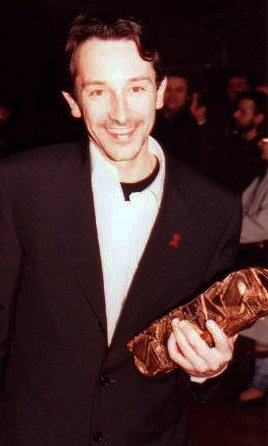
Jean-Hugues Anglade, lauréat du César du meilleur acteur dans un second rôle.

  - Prix d'interprétation féminine : Virna Lisi

- César du cinéma 1995 :
  - Meilleure actrice : Isabelle Adjani
  - Meilleur second rôle masculin : Jean-Hugues Anglade
  - Meilleur second rôle féminin : Virna Lisi
  - Meilleure photographie : Philippe Rousselot
  - Meilleurs costumes : Moidele Bickel

### Nominations
- Festival de Cannes 1994 : en compétition pour la Palme d'or
- Oscar du cinéma 1995 : Meilleurs costumes : Moidele Bickel
- Golden Globes 1995 : Meilleur film étranger

- César du cinéma 1995 :
  - Meilleur film
  - Meilleur réalisateur : Patrice Chéreau
  - Meilleur second rôle féminin : Dominique Blanc
  - Meilleur scénario original ou adaptation : Patrice Chéreau et Danièle Thompson
  - Meilleure musique écrite pour un film : Goran Bregovic
  - Meilleur montage : François Gédigier et Hélène Viard
  - Meilleurs décors : Richard Peduzzi et Olivier Radot

- BAFTA 1996 : BAFTA du meilleur film non anglophone